# Хараре
Хараре (на английски: Harare), до 1982 г. Солсбъри (Salisbury) е столицата на Зимбабве. Той е най-големият град на страната, както и неин културен и индустриален център.

## История
Основан е през 1890 година.

## География
Разположен е на 1480 m надморска височина на платото Матабеле.

## Население
Населението на града е около 1 600 000 жители, а с предградията е около 2 800 111 души (2006).

## Икономика
Търговски център за тютюн, царевица, памук, и цитрусови плодове. Текстилен център, производство на стомана и химикали. Добив на злато и хром. Има университет, международно летище и жп гара.

## Побратимени градове
- Виндхук, Намибия от 8 ноември 2000 г.
- Лаго, Италия
- Мюнхен, Германия
- Нотингам, Великобритания
- Прато, Италия

## Личности
Родени в Хараре
- Чиконзеро Чазунгуза (р. 1967), зимбабвийски художник